# نيكولا ايفانوف
نيكولا ايفانوف (11 أغسطس 1988 ببلغاريا - ) هو لاعب كرة قدم بلغاري في مركز الدفاع. لعب مع FC Oborishte Panagyurishte ‏ وبيرين جوتشي ديلتشيف وFC Sportist Svoge ‏.

## وصلات خارجية
- نيكولا ايفانوف على موقع قاعدة بيانات كرة القدم.إي يو (الإنجليزية)